# Challenge de France de baseball 2009
Navigation
2008 2011
Le Challenge de France 2009 est la 7e édition de cette compétition réunissant les 8 équipes participant au championnat élite de baseball français.
Elle est qualificative pour la Coupe d'Europe de baseball de la CEB et s'est déroulée cette année dans le Languedoc-Roussillon du 21 au 24 mai à Montpellier et à Beaucaire.
Sénart, tenant du titre mais affaibli en ce début de saison par de nombreux départs, ne partait pas favori pour sa propre succession. En effet après les premières journées dans le championnat élite 2009, les équipes les plus en forme étaient les Huskies de Rouen, les Lions de Savigny-sur-Orge ainsi que les Barracudas de Montpellier, ces derniers jouant la compétition à domicile. 3 équipes qui étaient d'ailleurs les seules, outre Sénart, à s'être imposées dans cette compétition.
Sénart a brillé, défendant son titre jusqu'en demi-finale avant de perdre face à Savigny. Dans l'autre demi-finale, Rouen bat La Guerche et les deux favoris se retrouvent en finale. Les Huskies s'imposent au terme d'un match serré (7-5) et décrochent donc leur 3e Challenge de France. Grosse déception pour les Barracudas de Montpellier, hôtes de la compétition, qui terminent bons derniers alors qu'ils étaient en tête du championnat élite au moment du Challenge !

## Formule de la compétition
La compétition se déroule en deux phases.
Dans la 1re partie, les équipes sont réparties en deux poules de quatre. Chaque équipe affronte les 3 autres de sa poule. À l'issue de ces premières confrontations, les 2 premiers de chaque poule sont qualifiés pour la phase finale.
En phase finale, le 1er de chaque poule affronte le 2e de l'autre en demi-finale. Les deux vainqueurs se retrouvent donc en finale pour se disputer le titre (pendant que les perdants jouent un match de classement).

## Équipes participantes
Ce sont les 8 équipes du Championnat élite 2009. Elles sont réparties de la façon suivante:
| Équipe     | Ville                  |
| ---------- | ---------------------- |
| Hawks      | La Guerche de Bretagne |
| Cougars    | Montigny-le-Bretonneux |
| Barracudas | Montpellier            |
| Templiers  | Sénart                 |

| Équipe   | Ville            |
| -------- | ---------------- |
| Arvernes | Clermont-Ferrand |
| Huskies  | Rouen            |
| Lions    | Savigny-sur-Orge |
| Tigers   | Toulouse         |

## Phase de poule

### Poule A
| Date   | Heure | Lieu        | Recevant    | Visiteur    | Score | Notes |
| ------ | ----- | ----------- | ----------- | ----------- | ----- | ----- |
| 21 mai | 09:30 | Montpellier | Sénart      | La Guerche  | 5-0   |       |
| 21 mai | 13:00 | Montpellier | Montpellier | Montigny    | 2-3   |       |
| 21 mai | 16:30 | Montpellier | La Guerche  | Montpellier | 4-2   |       |
| 22 mai | 09:30 | Beaucaire   | Montpellier | Sénart      | 1-7   |       |
| 22 mai | 13:00 | Beaucaire   | Montigny    | La Guerche  | 10-11 |       |
| 22 mai | 16:30 | Beaucaire   | Sénart      | Montigny    | 7-4   |       |

| Pl. | Équipe      | MJ | V | D | PM | PC | %     |
| --- | ----------- | -- | - | - | -- | -- | ----- |
| 1   | Sénart      | 3  | 3 | 0 | 19 | 5  | 1,000 |
| 2   | La Guerche  | 3  | 2 | 1 | 15 | 17 | 0,666 |
| 3   | Montigny    | 3  | 1 | 2 | 17 | 20 | 0,333 |
| 4   | Montpellier | 3  | 0 | 3 | 5  | 14 | 0,000 |

J : rencontres jouées, V : victoires, D : défaites, PM : points marqués, PC : points concédés, % : pourcentage de victoire.

### Poule B
| Date   | Heure | Lieu        | Recevant | Visiteur | Score | Notes     |
| ------ | ----- | ----------- | -------- | -------- | ----- | --------- |
| 21 mai | 09:30 | Beaucaire   | Rouen    | Clermont | 12-11 |           |
| 21 mai | 13:00 | Beaucaire   | Savigny  | Toulouse | 11-0  | 7 manches |
| 21 mai | 16:30 | Beaucaire   | Clermont | Savigny  | 4-17  | 7 manches |
| 22 mai | 09:30 | Montpellier | Savigny  | Rouen    | 1-17  | 7 manches |
| 22 mai | 13:00 | Montpellier | Toulouse | Clermont | 6-7   |           |
| 22 mai | 16:30 | Montpellier | Rouen    | Toulouse | 6-8   |           |

| Pl. | Équipe   | MJ | V | D | PM | PC | %     |
| --- | -------- | -- | - | - | -- | -- | ----- |
| 1   | Rouen    | 3  | 2 | 1 | 35 | 20 | 0,666 |
| 2   | Savigny  | 3  | 2 | 1 | 29 | 21 | 0,666 |
| 3   | Clermont | 3  | 1 | 2 | 22 | 35 | 0,333 |
| 4   | Toulouse | 3  | 1 | 2 | 14 | 24 | 0,333 |

J : rencontres jouées, V : victoires, D : défaites, PM : points marqués, PC : points concédés, % : pourcentage de victoire.

## Finales
| Date   | Heure | Match         | Recevant   | Visiteur   | Score | Notes      |
| ------ | ----- | ------------- | ---------- | ---------- | ----- | ---------- |
| 23 mai | 10:00 | 1/2 n°1       | Sénart     | Savigny    | 1-4   |            |
| 23 mai | 14:00 | 1/2 n°2       | Rouen      | La Guerche | 6-2   |            |
| 24 mai | 10:00 | Petite finale | La Guerche | Sénart     | 5-8   | 11 manches |
| 24 mai | 14:00 | Finale        | Savigny    | Rouen      | 5-7   |            |

## Classement Final
| Pl.                | Équipe                       |
| ------------------ | ---------------------------- |
| Médaille d'or      | Huskies de Rouen             |
| Médaille d'argent  | Lions de Savigny-sur-Orge    |
| Médaille de bronze | Templiers de Sénart          |
| 4                  | Hawks de La Guerche          |
| 5                  | Cougars de Montigny          |
| 6                  | Arvernes de Clermont-Ferrand |
| 7                  | Stade Toulousain Baseball    |
| 8                  | Barracudas de Montpellier    |

## Récompenses individuelles
- Meilleur Frappeur : Andrew Smith de Sénart
- Meilleur Lanceur : Samuel Meurant de Sénart
- MVP : Kenji Hagiwara de Rouen